# Rethusus fulvescens
Rethusus fulvescens là một loài bọ cánh cứng trong họ Latridiidae. Loài này được Broun miêu tả khoa học năm 1921.